# 高原克弥
高原 克弥（たかはら かつや、1991年7月15日 - ）は、日本の実業家。株式会社TWOSTONE&Sons創業者・代表取締役COO。

## 人物・来歴
長野県出身。2014年法政大学卒業。大学在学中の2013年に河端保志と株式会社TWOSTONE&Sonsを創業。同社代表取締役COOを務め、フリーランスエンジニアの支援や企業のDX推進、デジタルマーケティングのコンサルティングなどを行う事業を展開し、2020年には東京証券取引所マザーズに上場した。
| スタブアイコン | サブスタブ | この項目は、まだ閲覧者の調べものの参照としては役立たない、人物に関連した書きかけの項目です。この項目を加筆・訂正などしてくださる協力者を求めています（P:人物伝/PJ:人物伝）。 |